# 毕波·伊斯特万

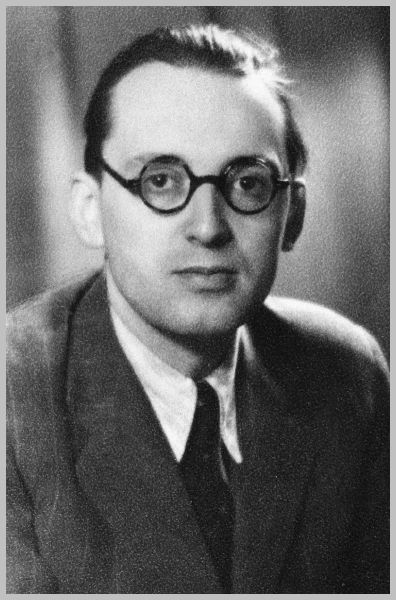
毕波·伊斯特万(1935年)

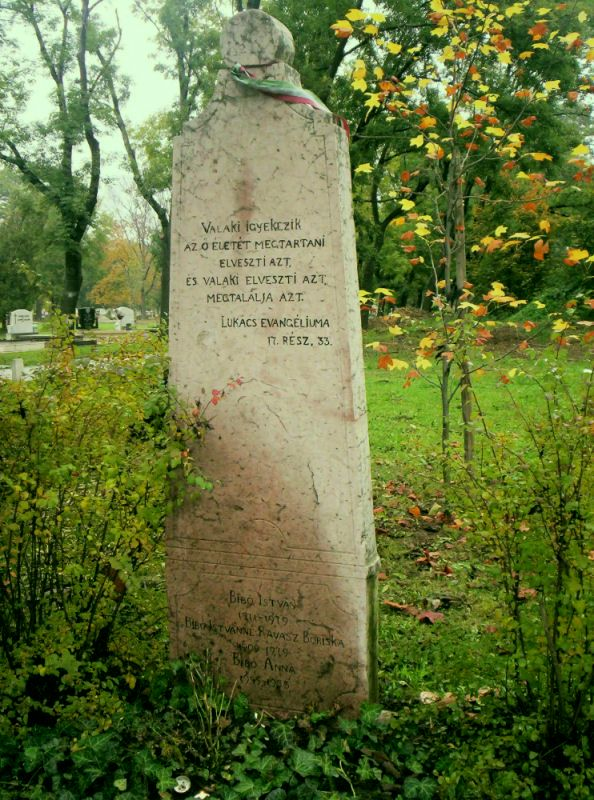
毕波·伊斯特万之墓

毕波·伊斯特万（匈牙利語：Bibó István，1911年8月7日—1979年5月10日），出生于布达佩斯，匈牙利律师，政治理论家。有评论认为他是20世纪欧洲最深刻的政治思想家之一。

## 经历
在1956年匈牙利事件中，他担任伊姆雷·纳吉政府的国务部长。苏军入侵布达佩斯时，他是最后一个留在国会里的政府成员。毕波起草了一份宣言，内容是请求苏联召回军队并与伊姆雷·纳吉协商解决问题。在布达佩斯市内，起义者到处张贴的他的宣言。1957年5月23日,毕波被捕。1958年8月2日，他因“叛国罪”被判处无期徒刑。1963年3月，毕波终于提前出狱。1979年，他在孤独和贫穷中离开了人世，逝世于布达佩斯。

## 思想主张
毕波把民族主义的集体病症称之为政治歇斯底里症，其特征是混淆过去与现实，往往认为周围都是敌人，要寻找那些对自己落后负责的群体，不理睬任何有逻辑的解释。他们总是渲染民族隔阂来反对政治民主，并以其狭隘盲目和偏执造成社会的逆向选择，使理智者沉默，偏执者得势，因而使得社会很难建立起重视政治平等和人类尊严的传统。“不管受害人是谁，……任何侵犯人类尊严的行为都与社会中的每个人息息相关。”这是一条人类自由与尊严的普遍原则。
他主张道德现实主义，即把人类尊严视作一个不可分割的整体，抵制一切打算在人类之间放置致命差别的言论。
对于纳粹1944年全面进入匈牙利以前，匈牙利发生1942年大规模杀害犹太人的罪行，他指出：如果我们对某些行为负有责任，我们必须承担起这些责任，不能推诿，这是让我们变成成熟的民族的唯一方法，建立起我们自己的道德规范的唯一道路。
这一天终于来了。2014年匈牙利总统亚诺什公开演讲，承认匈牙利曾经帮助屠杀犹太人，“虽然奥斯维辛集中营远在匈牙利几百公里之外，但它却是我们国家历史的一部分”。
匈牙利人民和青年开始认识到，集权制度不仅是外部力量强加的，同时也植根于本土的历史，从而认识到民主必须建立在责任感的基础上，建立在成人普世价值和多元社会的基础上。

## 政治主张
毕波·伊斯特万不赞成卡达尔“古拉什共产主义”，即以物质的丰富来获取人们对政治的冷漠。他特别强调了“自由”的真正意义，要人们警惕政府以“国家利益”等名义侵犯个人权利。他认为，自由，首先是一种“内心的体验”，所以他要求每个人反思和承担自己的责任。
毕波作品集于1981年至1984年间在伯尔尼以四卷本出版。

## 著作
- 《匈牙利民主的危机》(1945)
- 《关于东欧小国的苦难》 (1946)
- 《1944年之后的匈牙利犹太人问题》(1948)
- 《1956年宣言》（1956）